# Яриніч Володимир Іларіонович
Володимир Іларіонович Яриніч (18 січня 1941, с. Сальне, Ніжинський район, Чернігівська область — 8 жовтня 2019, Кропивницький) — медик, колишній депутат Кіровоградської обласної ради.

## Біографія
Володимир Іларіонович Яриніч народився 18 січня 1941 року в с. Сальне Ніжинського району, Чернівецької області. Після закінчення в 1963 році Дніпропетровського медичного інституту направлений на роботу в Кіровоградську область. 3 1963 по 1965 року працював лікарем-педіатром Катеринівської дільничної лікарні Кіровоградського району, з 1965 по 1974 року — лікарем-анестезіологом, хірургом, завідувач хірургічного відділення районної лікарні Кіровоградського району. У 1974 році був призначений головним лікарем Кіровоградського обласного онкологічного диспансеру.
У 1991 році отримав почесне звання «Заслужений лікар України». Мав вищу кваліфікаційну категорію лікаря хірурга-онколога та вищу категорію по організації охорони здоров'я. Володимир Яриніч був членом правління республіканського товариства онкологів. Публікувався в засобах масової інформації по проблемам охорони здоров'я в Кіровоградській області. За вагомий внесок у розвиток медицини області удостоєний Премії імені Володимира Винниченка газети «Народне слово».
Володимир Яриніч є ініціатором впровадження нової комплексної методики лікування раку шлунку з впровадженням до операційної променевої терапії та після операційної поліхіміотерапії з модифікаторами. Широко застосовував плазмовий скальпель, який дозволяє проводити оперативні втручання на печінці з видаленням метастазів.
З 1998 року Володимир Іларіонович Яриніч тричі обирався депутатом Кіровоградської обласної ради.
Результати професійної діяльності Яриніча В. І. відзначені державними нагородами:
- орден Трудового Червоного Прапора (1986 р.);
- медаль «За трудову доблесть» (1978 р.);
- орденами «За заслуги» III (2000 р.) та II ступеня (2006 р.);
- почесними грамотами Верховної Ради України, Міністерства охорони здоров'я України, грамотами обласної державної адміністрації, обласної ради та управління охорони здоров'я.

Рішенням Кіровоградської міської ради від 15 вересня 2007 року Яринічу Володимиру Іларіоновичу присвоєно звання «Почесний громадянин м. Кіровограда».